# Ständiga kommittén för operativt samarbete i frågor som rör den inre säkerheten
Ständiga kommittén för operativt samarbete i frågor som rör den inre säkerheten (franska: Comité permanent de coopération opérationnelle en matière de sécurité intérieure, Cosi) är en kommitté inom Europeiska unionens råd som har till uppgift att underlätta, främja och stärka det operativa samarbetet i frågor som rör den inre säkerheten. Den samordnar de nationella myndigheternas åtgärder i medlemsstaterna, men deltar inte i själva genomförandet av sådana åtgärder. Kommittén fyller inte heller någon beredande funktion i lagstiftningsarbetet; denna funktion tillhör Ständiga representanternas kommitté och andra kommittéer och arbetsgrupper inom rådet. Kommittén inrättades den 25 februari 2010 genom ett beslut av rådet, och har till skillnad från de flesta andra kommittéer och arbetsgrupper inom rådet sin rättsliga grund i unionens fördrag. Dess inrättande var en konsekvens av Lissabonfördraget.
Kommittén består av företrädare för medlemsstaterna och Europeiska kommissionen. Ordförande är företrädaren för den medlemsstat som utövar det halvårsvisa roterande ordförandeskapet i Europeiska unionens råd. Även företrädare för unionens organ och byråer, i synnerhet Europol, Eurojust och Frontex, kan delta i kommitténs arbete. Europaparlamentet och de nationella parlamenten hålls också informerade om arbetet.